# إدوارد فافجينياك
إدوارد فافجينياك (28 سبتمبر 1912 في ألمانيا - 17 أبريل 1991) (بالفرنسية: Édouard Wawrzeniak)‏ هو لاعب كرة قدم فرنسي وبولندي في مركز الوسط. شارك مع منتخب فرنسا لكرة القدم. أما مع النوادي، فقد لعب مع أولمبيك ليون وأولمبيك مارسيليا ونادي فالينسيان ونادي لوهافر ونادي ليل وإس سي فايفز وUS Longwy ‏ وRC Vichy ‏ وLyon OU Rugby ‏.

## وصلات خارجية
- إدوارد فافجينياك على موقع قاعدة بيانات كرة القدم.إي يو (الإنجليزية)
- إدوارد فافجينياك على موقع ناشيونال فوتبول تيمز (الإنجليزية)
- إدوارد فافجينياك على موقع عالم كرة القدم.نت (الإنجليزية)